# Tibouchina sebastianopolitana
Tibouchina sebastianopolitana är en tvåhjärtbladig växtart som först beskrevs av Giuseppe Raddi, och fick sitt nu gällande namn av Célestin Alfred Cogniaux. Tibouchina sebastianopolitana ingår i släktet Tibouchina och familjen Melastomataceae. Inga underarter finns listade i Catalogue of Life.